# Grand-Ethiopian-Renaissance-Talsperre
Die Grand-Ethiopian-Renaissance-Talsperre (auch Großer Renaissance-Staudamm, engl. Grand Ethiopian Renaissance Dam, GERD, Große Talsperre der äthiopischen Wiedergeburt, gelegentlich auch Hidase-Talsperre; Amharisch: ታላቁ የኢትዮጵያ ሕዳሴ ግድብ, talak’u ye’itiyop’iya hidase gidibi, „der große äthiopische Renaissance-Damm“; kurz ታኢሕግ TaIHiGe) ist eine Talsperre am Blauen Nil in der west-äthiopischen Region Benishangul-Gumuz, etwa 10 Kilometer östlich der sudanesischen Grenze.

## Beschreibung
Das 2011 begonnene und 2025 fertiggestellte Talsperrenprojekt umfasst eine knapp zwei Kilometer lange und bis zu 145 Meter hohe Haupt-Gewichtsstaumauer. Mit einer installierten Leistung von 6.000 MW ist das angeschlossene Wasserkraftwerk das größte Afrikas. Der Stausee ist mit 74 Milliarden Kubikmetern Stauvermögen einer der größten Afrikas.

## Namensgebung
Die Talsperre wurde zuerst unter den Namen „Projekt X“ geplant, danach als „Millennium Dam“ („Jahrtausend-Talsperre“). Am 15. April 2011 benannte der Ministerrat das Vorhaben in „Grand Ethiopian Renaissance Dam“ um.

## Geschichte

### Planungen
Das Bauwerk wird aus einer 145 Meter hohen und 1800 Meter langen Gewichtsstaumauer aus Walzbeton sowie zwei Krafthäusern an beiden Seiten der Hochwasserentlastung bestehen. Das rechtsseitige Kraftwerk bekommt zehn 375-Megawatt-Francis-Turbinen-Generatoren und das linke sechs. Die ersten 8 Maschinen werden von Alstom geliefert. Der Auftragswert dafür liegt bei 250 Mio. €. Als Nebenbauwerk wird ein 5 Kilometer langer und 50 Meter hoher Seitendamm gebaut. Der Stausee wird einen Speicherraum von 74 Milliarden Kubikmetern haben. Das Regelarbeitsvermögen, d. h. die im langjährigen Durchschnitt jährlich erzeugte elektrische Energie, soll bei ca. 15.700 Gigawattstunden liegen.

### Ausschreibung und Bau

Satellitenbilder vom 23. Juni bis zum 20. Juli 2020 an Tagen ohne Verdeckung durch eine Wolkendecke, aufgenommen vom Suomi NPP

Am 31. März 2011 – einen Tag, nachdem das Projekt öffentlich gemacht wurde – wurde ohne Ausschreibung ein Vertrag über 4,8 Milliarden US-Dollar mit Salini Costruttori als Generalunternehmer abgeschlossen. Der Auftrag für den Einbau der Turbinen und die elektrischen Anlagen ging an den äthiopischen Konzern Metal and Engineering Corporation (Metec), der im Besitz der äthiopischen Armee ist. Am 2. April 2011 legte der äthiopische Premierminister Meles Zenawi den Grundstein für die Talsperre. Als erste Schritte wurden eine Felsbrechanlage und ein kleiner Flugplatz gebaut.
Die ersten beiden Turbinen hätten im September 2014 in Betrieb gehen sollen, nach dreieinhalb Jahren Bauzeit. Die Fertigstellung der Gesamtanlage war ursprünglich für 2017 geplant. Wie bei Großprojekten nicht unüblich, kam es zu deutlichen Verzögerungen. Ende 2018 lag die Fertigstellungsquote des Projektes bei 65 %. Ursachen der Verzögerungen waren vor allem mehrfache Änderungen der Planungen sowie Korruption und Unfähigkeit bei Metec. Unternehmen aus der Volksrepublik China sprangen ein.

### Befüllung des Staudamms und Inbetriebnahme der Turbinen
Die Befüllung des Staudamms erfolgte in vier Schritten in den Sommermonaten der Jahre 2020 bis 2023. Sie begann im Juli 2020. Dies führte zu diplomatischen Konflikten zwischen Äthiopien und den vom Nil abhängigen Nachbarstaaten. Im Juli 2021, wieder mit Beginn der Regenzeit, begann die zweite, im Juli 2022 die dritte Füllungsphase. Da die Regenfälle im Sommer 2022 sehr ergiebig und damit die Ängste vor Wassermangel geringer waren, blieben die Proteste Ägyptens und des Sudan 2022 gedämpfter als in den Vorjahren.
Die ersten Turbinen gingen am 20. Februar 2022 in Betrieb. Die vierte und letzte Befüllung erfolgte im Sommer 2023. Damit wurde eine Stauhöhe von 125 Metern über dem ursprünglichen Niveau des Blauen Nils an der Stelle der heutigen Staumauer erreicht. 2025 wurde die Fertigstellung der Talsperre vermeldet.

## Internationale Konflikte
Der Nil ist die Lebensader Äthiopiens, des Sudans und vor allem Ägyptens. Das flussabwärts liegende Ägypten opponiert gegen die Talsperre, die seiner Meinung nach die Wassermenge reduzieren wird, die es vom Nil bekommt. Der damalige äthiopische Premierminister Meles Zenawi argumentierte hingegen 2011, basierend auf einer ungenannten Studie, dass die Talsperre die Verfügbarkeit des Wassers im Unterlauf nicht reduzieren, sondern nur regulieren würde, sodass mehr Land zur Bewässerung zur Verfügung stünde. Ägypten könne auch durch leichtes Absenken des Assuan-Staudamms 7,5 Milliarden Kubikmeter Wasser vor dem Verdunsten bewahren und Projekte zur besseren Nutzung des Nilwassers umsetzen.
Nach langen Verhandlungen unterzeichneten die Staatschefs Äthiopiens, des Sudans und Ägyptens am 23. März 2015 in Khartum eine Grundsatzerklärung (Declaration of Principles). Darin wurden unter anderem vereinbart:
- die Durchführung von Studien zu den Folgewirkungen des Dammes
- die Erarbeitung von Regeln zur Füllung des Stauraums: Es wäre möglich, den Stausee binnen dreier Jahre zu füllen. Um die Folgen verminderten Wasserzuflusses im Sudan und in Ägypten zu verringern, ist es wichtig, den Füllungszeitraum auszudehnen.[25] Deshalb drängen Ägypten und der Sudan auf die Rückhaltung geringerer Wassermengen, also auf ein langsameres Füllen und eine entsprechend längere Fülldauer. Im November 2019 verständigten sich die drei Staaten auf eine Streckung des Füllungszeitraums auf sieben Jahre.[26]
- eine Erarbeitung eines Übereinkommens zu den jährlichen Abflussmengen: Äthiopien will dabei durchschnittliche Niederschlagsmengen zugrunde legen; Ägypten und der Sudan drängen hingegen auf Vorkehrungen für Trockenjahre.
- Verfahrensweisen zur Behebung von Streitfragen[27]

Die äthiopische Regierung kündigte am 1. Februar 2020 an, den Stauraum ab Juli 2020 zu füllen. Satellitenaufnahmen im Juli 2020 bestätigten, dass dies geschah.
Einen Monat zuvor, im Juni 2020, waren weitere Vertragsverhandlungen der drei Staaten an juristischen Fragen gescheitert. Der Sudan, der Auswirkungen auf seinen flussabwärts liegenden Roseires-Damm befürchtet und das Schicksal von Millionen Menschen in Gefahr sieht, rief daraufhin den Weltsicherheitsrat an. Unter Leitung der Afrikanischen Union wurden die direkten Gespräche der Konfliktparteien Ende Juni wieder aufgenommen. Ägypten favorisiert wie der Sudan eine externe Schlichtungsstelle, die über jegliche Streitigkeiten bezüglich der Wasserversorgung der Nilanrainerstaaten entscheiden soll.
Laut der Nichtregierungsorganisation International Crisis Group ist Ägyptens Wasserversorgung, unter anderem wegen des Assuan-Stausees, bei durchschnittlichem Regenfall nicht bedroht.
Im August 2020 verließ Ägypten, das in dem Damm eine Gefahr für seine Wasserversorgung sieht, da es 90 Prozent des Nutzwassers aus dem Nil entnimmt, die trilateralen Verhandlungen, nachdem Äthiopien begonnen hatte, den Staudamm aufzufüllen.
Im Februar 2021 forderte der Sudan abermals eine internationale Vermittlung. Am 4. April trafen sich die Außenminister von Ägypten, Äthiopien und des Sudans in Kinshasa zu „letzten“ Gesprächen.

## Kosten, Finanzierung und Kritik
Der Name Großer Damm der äthiopischen Wiedergeburt weist bereits darauf hin, dass dem Projekt in Äthiopien eine große Bedeutung zugemessen wird. Aufgrund der internationalen Konflikte insbesondere mit Ägypten wegen des Damms gilt es als sehr schwierig, internationale Geldgeber von dem Projekt zu überzeugen. Die äthiopische Regierung will die gesamten Kosten für die Talsperre selbst tragen. Sie hat Anleihen für Äthiopier im Inland und im Ausland herausgegeben, Staatsbedienstete müssen jährlich ein Monatsgehalt zur Finanzierung von GERD abgeben, andere nationale Projekte werden zurückgestellt. Die Turbinen und die übrige elektrische Ausstattung für etwa 1,8 Milliarden US$ sollen Berichten zufolge von chinesischen Banken finanziert werden. Das würde bedeuten, dass 3 Milliarden US$ von der äthiopischen Regierung auf andere Art finanziert werden müssten. Die geschätzten 4,8 Milliarden US$ Baukosten, offensichtlich ohne die Kosten für die Übertragungsleitungen, entsprechen mehr als 15 % des äthiopischen Bruttosozialprodukts von 31 Milliarden US$ im Jahr 2009 sowie etwa 60 % des Staatshaushalts.
Äthiopien begründet das Projekt mit einem sehr hohen Energiebedarf zur Entwicklung des Landes, mit dem man zudem Exporterlöse größeren Umfanges erzielen kann. Das gesamte Projekt stellt sich jedoch als eine Hochrisikowette auf einen sehr viel stärkeren Monsun und auf viel ausgiebigere jährliche Regenfälle dar, als sie üblicherweise auftreten. Die Monsunregen sind von ungleicher Menge, was ein großer Damm durch mehrjährige Speicherung ausgleichen kann. Experten gehen davon aus, dass das Projekt statt der maximalen, der installierten Leistung von 6.000 MW bei gleichbleibender Auslastung im Durchschnitt eines Jahres nur bis etwa 3.000 MW liefern können wird.

## Nutzen
Der Hauptnutzen der Talsperre wird für Äthiopien die Produktion elektrischer Energie aus Wasserkraft und die Stabilisierung der Verfügbarkeit von Elektrizität im Stromnetz sein. Die im Wasserkraftwerk erzeugte Elektrizität soll in Äthiopien und den Nachbarstaaten einschließlich Sudan und möglicherweise Ägypten verkauft werden. Der Verkauf des Stroms würde den Bau von starken Übertragungsleitungen zu den Verbrauchszentren wie der äthiopischen Hauptstadt Addis Abeba und der sudanesischen Hauptstadt Khartum erfordern, die beide mehr als 400 km entfernt liegen. Dies käme zu der Elektrizität hinzu, die in anderen großen Wasserkraftwerken erzeugt werden wird, die derzeit in Äthiopien in Bau sind oder jüngst fertiggestellt wurden, wie zum Beispiel Gilgel Gibe III.